# Sant Boi de Llobregat
Sant Boi de Llobregat ist eine Stadt im Nordosten Spaniens. Sie hat 84.831 Einwohner (Stand: 2024).

## Geografie

### Geographische Lage
San Boi liegt in der Comarca Baix Llobregat, Provinz Barcelona, Katalonien und gehört zur Metropolregion Àrea Metropolitana de Barcelona.
Die Stadt liegt im Flussdelta des Río Llobregat unweit der Küste des Mittelmeers. Die Ebene grenzt im Nordwesten an die Berge des Garraf, hier befindet sich auch die höchste Erhebung mit 300 m.

### Nachbargemeinden
Die Nachbargemeinden sind im Norden Santa Coloma de Cervelló, Sant Joan Despí und Sant Climent de Llobregat, im Osten Cornellà de Llobregat, im Westen Viladecans und im Süden El Prat de Llobregat.

### Ortsgliederung
Das Stadtgebiet besteht aus sechs Ortsteilen:
- Ciutat Cooperativa-Molí Nou
- Marianao-Can Paulet
- Barri Centre
- Vinyets-Molí Vell
- Camps Blancs-Canons-Orioles
- Casablanca.

### Verkehr
Sant Boi liegt an der Schnittstelle zweier Autobahnen, der Autovía A-2 (E 90) und der C-32. Der Flughafen Barcelona-El Prat ist nur sieben Kilometer entfernt und ist mit dem Auto oder mit dem Bus in wenigen Minuten zu erreichen. Die S-Bahn-Linien R5 und R6 (Rodalies Barcelona) verbinden Sant Boi mit Barcelona.

## Geschichte
Die ältesten Ausgrabungen wurden auf das 6. Jahrhundert v. Chr. datiert.
Erst in der Römerzeit setzte die Entwicklung des Ortes ein, der damals noch direkt am Mittelmeer lag. Vom 6. bis zum 7. Jahrhundert beherrschten die Araber die Stadt, welche sie Alcalá nannten. Die Stelle am Delta des Río Llobregat war für sie ein wichtiger strategischer Ort. Während andere Städte um Alcalá bereits von den Christen zurückerobert wurden, konnten die Araber Alcalá noch einige Jahrhunderte halten. Nach der Eroberung durch Christen hieß der Ort bis ins 18. Jahrhundert Sent Boy. Im Jahre 1752 wurde von Mönchen des Kapuzinerordens ein Kloster gegründet.
1875 hatte Sant Boi 3000 Einwohner. Im Jahre 1900 war es mit 5000 Einwohnern der größte Ort der Comarca Bajo Llobregat, 1935 waren es bereits 10.000. Die erste größere Fabrik wurde 1917 errichtet, eine Kanalisation gebaut und die Straßen gepflastert.
Während des Spanischen Bürgerkrieges war Sant Boi Zweite republikanisch, nach der Eroberung durch die Nationalisten wurde der Name des Ortes in Vilaboi und später in San Baudilio de Llobregat umbenannt. Erst nach dem Tode Francos erhielt der Ort seinen jetzigen katalanischen Namen Sant Boi de Llobregat.
In den 1960er Jahren emigrierten viele Spanier aus dem armen Süden und Westen Spaniens nach Katalonien, insbesondere nach Barcelona. Weil dort die Wohnungsmieten zu teuer waren, ließen sie sich in den Randgemeinden der Metropole nieder. Dies führte zu einem schnellen Bevölkerungswachstum von Sant Boi. 1960 betrug die Einwohnerzahl noch 20.000, 1975 waren es bereits 65.000.

## Wirtschaft
Obwohl sich die Hauptgeschäftsaktivität auf die Felder Handel und Dienstleistung konzentriert, gibt es in Sant Boi auch erwähnenswerte Industrie, besonders im metallurgischen Bereich. Die Landwirtschaft wird durch das fruchtbare Mündungsgebiet des Llobregat und das milde Klima gefördert. In Sant Boi werden viele Gemüsesorten angebaut, besonders die Artischocken sind bekannt.

## Sport
Sant Boi de Llobregat war einer der Austragungsorte bei der Frauen-Rugby-Union-Weltmeisterschaft 2002.

## Sehenswürdigkeiten

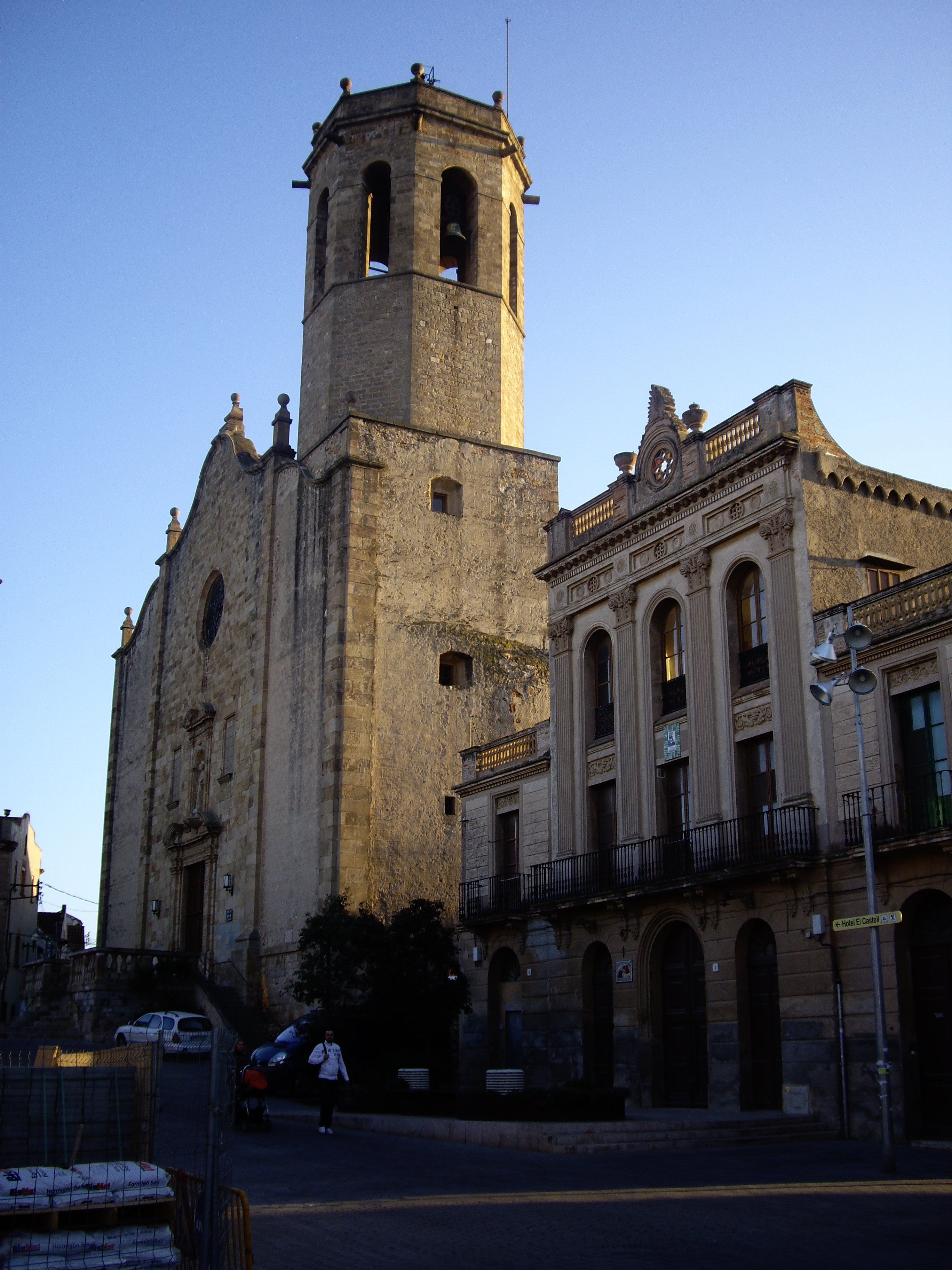
Kirche Sant Baldiri

- Termes romanes. Die römische Therme aus dem 2. Jahrhundert wurde 1953 bei einer Ausgrabung entdeckt.
- Can Torrents, gotisches Gebäude aus dem 16./17. Jahrhundert (1940–50 renoviert). Beherbergt das Museum von Sant Boi.
- Església de Sant Baldiri, Barockkirche erbaut 1810–52.
- Can Barraquer, Wohngebäude aus dem 16./17. Jahrhundert im Stil der Renaissance.
- Institut Psiquiàtric Mare de Déu de Montserrat, Institut der Psychiatrie, erbaut 1854 im Stil des Eklektizismus.
- Església de l'Institut Psiquiàtric. Kirche des Instituts der Psychiatrie, erbaut 1929 im Stil des Historizismus.
- Cal Garrofa, Wohngebäude erbaut 1900 im Stil der Modernisme.
- Torre de Benviure, Turmruine aus dem 10./12. Jahrhundert im Stil der Romantik.
- Palau dels Comtes de Marianao, das ursprünglich spanische Landhaus (Maísa) wurde 1880 zum Palast im Stil des Historizismus umgebaut. Marques de Marianao (1861–1933), in Kuba zu Reichtum gekommen, wurde später Bürgermeister von Sant Boi.
- La Miranda, Aussichtsturm im Garten des Marianao. In Form eines Felsen erbauter Turm (1888–1910) der Modernisme.

## Söhne und Töchter der Stadt
- Constantino Miranda (1925–1999), Hindernis- und Langstreckenläufer
- Ricard Terré (1928–2009), Fotograf
- Pau Gasol (* 1980), Basketballspieler
- Marc Gasol (* 1985), Basketballspieler
- Jaime Guerra (* 1999), Leichtathlet